# Gladde mierwesp
De gladde mierwesp (Methocha ichneumonides) is een vliesvleugelig insect uit de familie Thynnidae. De wetenschappelijke naam van de soort is voor het eerst geldig gepubliceerd in 1804 door Latreille.

## Verspreiding
Binnen Nederland komt de gladde mierwesp voor op zandgronden. De verspreiding buiten Nederland strekt zich uit over Europa en Noord-Afrika.

## Kenmerken
Bij de roodbruine en zwarte vrouwtjes ontbreken vleugels. De zwarte mannetjes zijn een stuk groter en hebben wel vleugels.

## Ecologie
Vrouwtjes van deze wespensoort doden larven van zandloopkevers (Cicindela) en leggen daar een enkel ei op per larve.